# Sergio Matto
Sergio Armando Matto Suárez, (nacido el 13 de octubre de 1930 en Las Piedras, Uruguay) es un exjugador de baloncesto uruguayo. Tiene en su haber dos medallas de bronce olímpicas con Uruguay, en los Juegos Olímpicos de Helsinki 1952 y en los Juegos Olímpicos de Melbourne 1956.